# 第16回サテライト賞
第16回サテライト賞は、2011年の映画、テレビ作品を対象としており、国際プレスアカデミーより贈られる。ノミネートは2011年12月1日、受賞結果は18日に発表された。今回より、映画の「ドラマ」と「ミュージカル・コメディ」の部門分けが廃止された。

## 受賞とノミネート一覧
太字は受賞

### 映画

#### 映画作品賞
- 『ファミリー・ツリー』
  - 『アーティスト』
  - 『ドライヴ』
  - 『ヘルプ 〜心がつなぐストーリー〜』
  - 『ヒューゴの不思議な発明』
  - 『ミッドナイト・イン・パリ』
  - 『マネーボール』
  - 『SHAME -シェイム-』
  - 『裏切りのサーカス』　
  - 『戦火の馬』

#### 映画主演女優賞
- ヴィオラ・デイヴィス - 『ヘルプ 〜心がつなぐストーリー〜』
  - グレン・クローズ - 『アルバート氏の人生』
  - オリヴィア・コールマン - 『思秋期』
  - ヴェラ・ファーミガ - Higher Ground
  - エリザベス・オルセン - 『マーサ、あるいはマーシー・メイ』
  - メリル・ストリープ - 『マーガレット・サッチャー 鉄の女の涙』
  - シャーリーズ・セロン - 『ヤング≒アダルト』
  - エミリー・ワトソン - 『オレンジと太陽』
  - ミシェル・ウィリアムズ - 『マリリン 7日間の恋』
  - ミシェル・ヨー - 『The Lady アウンサンスーチー ひき裂かれた愛』

#### 映画主演男優賞
- ライアン・ゴズリング - 『ドライヴ』
  - ジョージ・クルーニー - 『ファミリー・ツリー』
  - レオナルド・ディカプリオ - 『J・エドガー』
  - マイケル・ファスベンダー - 『SHAME -シェイム-』
  - ブレンダン・グリーソン - 『ザ・ガード〜西部の相棒〜』
  - トム・ハーディ - Warrior
  - ウディ・ハレルソン - 『ランパート 汚れた刑事』
  - ゲイリー・オールドマン - 『裏切りのサーカス』　
  - ブラッド・ピット - 『マネーボール』
  - マイケル・シャノン - 『テイク・シェルター』

#### 映画助演女優賞
- ジェシカ・チャステイン - 『ツリー・オブ・ライフ』
  - エル・ファニング - 『SUPER8/スーパーエイト』
  - リサ・フェレ - 『ナンネル・モーツァルト 哀しみの旅路』
  - ジュディ・グリア - 『ファミリー・ツリー』
  - レイチェル・マクアダムス - 『ミッドナイト・イン・パリ』
  - ジャネット・マクティア - 『アルバート氏の人生』
  - キャリー・マリガン - 『SHAME -シェイム-』
  - ヴァネッサ・レッドグレイヴ - 『英雄の証明』
  - オクタヴィア・スペンサー - 『ヘルプ 〜心がつなぐストーリー〜』
  - ケイト・ウィンスレット - 『おとなのけんか』

#### 映画助演男優賞
- アルバート・ブルックス - 『ドライヴ』
  - ケネス・ブラナー - 『マリリン 7日間の恋』
  - コリン・ファレル - 『モンスター上司』
  - ジョナ・ヒル - 『マネーボール』
  - ヴィゴ・モーテンセン - 『危険なメソッド』
  - ニック・ノルティ - Warrior
  - クリストファー・プラマー - 『人生はビギナーズ』
  - アンディ・サーキス - 『猿の惑星: 創世記』
  - クリストフ・ヴァルツ - 『おとなのけんか』
  - ヒューゴ・ウィーヴィング -  『オレンジと太陽』

#### 外国語映画賞
- 『ミステリーズ 運命のリスボン』（ ポルトガル）
  - 『十三人の刺客』（ 日本/ イギリス）
  - 『ファウスト』（ ロシア）
  - Las Acacias（ アルゼンチン）
  - 『少年と自転車』（ ベルギー/ フランス/ イタリア）
  - 『ル・アーヴルの靴みがき』（ フィンランド フランス ドイツ）
  - Miss Bala（ メキシコ）
  - 『ナンネル・モーツァルト 哀しみの旅路』（ フランス）
  - 『ニーチェの馬』（ ハンガリー）
  - 『別離』（ イラン）

#### アニメ・ミックスメディア映画賞
- 『タンタンの冒険/ユニコーン号の秘密』
  - 『カンフー・パンダ2』
  - 『ザ・マペッツ』
  - 『長ぐつをはいたネコ』
  - 『ランゴ』
  - 『ブルー 初めての空へ』

#### ドキュメンタリー映画賞
- 『アイルトン・セナ 〜音速の彼方へ』
  - American: The Bill Hicks Story
  - 『世界最古の洞窟壁画3D 忘れられた夢の記憶』
  - The Interrupters
  - My Perestroika
  - One Lucky Elephant
  - 『Pina/ピナ・バウシュ 踊り続けるいのち』
  - 『プロジェクト・ニム』
  - Tabloid
  - Under Fire: Journalists in Combat

#### 監督賞
- ニコラス・ウィンディング・レフン - 『ドライヴ』
  - トーマス・アルフレッドソン - 『裏切りのサーカス』
  - ウディ・アレン - 『ミッドナイト・イン・パリ』
  - ミシェル・アザナヴィシウス - 『アーティスト』
  - ジョン・マイケル・マクドナー - 『ザ・ガード〜西部の相棒〜』
  - スティーヴ・マックイーン - 『SHAME -シェイム-』
  - アレクサンダー・ペイン - 『ファミリー・ツリー』
  - マーティン・スコセッシ - 『ヒューゴの不思議な発明』
  - スティーヴン・スピルバーグ -  『戦火の馬』
  - テイト・テイラー - 『ヘルプ 〜心がつなぐストーリー〜』

#### オリジナル脚本賞
- 『ツリー・オブ・ライフ』 - テレンス・マリック
  - 『アーティスト』 - ミシェル・アザナヴィシウス
  - 『ザ・ガード〜西部の相棒〜』 - ジョン・マイケル・マクドナー
  - 『ナンネル・モーツァルト 哀しみの旅路』 - ルネ・フェレ
  - 『SHAME -シェイム-』 - アビ・モーガン、スティーヴ・マックイーン
  - 『思秋期』 - パディ・コンシダイン

#### 脚色賞
- 『ファミリー・ツリー』 - アレクサンダー・ペイン、ジム・ラッシュ、ナット・ファクソン
  - 『タンタンの冒険/ユニコーン号の秘密』 - エドガー・ライト、ジョー・コーニッシュ、スティーヴン・モファット
  - 『アルバート氏の人生』 - グレン・クローズ、ジョン・バンヴィル
  - 『ヘルプ 〜心がつなぐストーリー〜』 - テイト・テイラー
  - 『マネーボール』 - アーロン・ソーキン、スティーヴン・ザイリアン
  - 『戦火の馬』 - リー・ホール、リチャード・カーティス

#### 作曲賞
- 『ソウル・サーファー』 - マルコ・ベルトラミ
  - 『ドライヴ』 - クリフ・マルティネス
  - 『ハリー・ポッターと死の秘宝 PART2』 - アレクサンドル・デスプラ
  - 『SUPER8/スーパーエイト』 - マイケル・ジアッキーノ
  - 『戦火の馬』 - ジョン・ウィリアムズ
  - 『恋人たちのパレード』 - ジェームズ・ニュートン・ハワード

#### 歌曲賞
- "Lay Your Head Down" - 歌: シネイド・オコナー - 『アルバート氏の人生』
  - "Bridge of Light" - 『ハッピー フィート2 踊るペンギンレスキュー隊』
  - "Gathering Stories" - 『幸せへのキセキ』
  - "Hello Hello" - Gnomeo and Juliet
  - "Life's a Happy Song" - 『ザ・マペッツ』
  - "Man or Muppet" - 『ザ・マペッツ』

#### 撮影賞
- 『戦火の馬』 - ヤヌス・カミンスキー
  - 『アーティスト』 - ギョーム・シフマン
  - 『ドライヴ』 - ニュートン・トーマス・サイジェル
  - 『ファウスト』 - ブリュノ・デルボネル
  - 『ヒューゴの不思議な発明』 - ロバート・リチャードソン
  - 『ツリー・オブ・ライフ』 - エマニュエル・ルベツキ

#### 視覚効果賞
- 『ヒューゴの不思議な発明』
  - 『ハリー・ポッターと死の秘宝 PART2』
  - 『猿の惑星: 創世記』
  - 『SUPER8/スーパーエイト』
  - 『トランスフォーマー/ダークサイド・ムーン』
  - 『戦火の馬』

#### 編集賞
- 『ザ・ガード〜西部の相棒〜』
  - 『ファミリー・ツリー』
  - 『ドライヴ』
  - 『SHAME -シェイム-』
  - 『戦火の馬』

#### 音響賞
- 『ドライヴ』
  - 『ハリー・ポッターと死の秘宝 PART2』
  - 『SUPER8/スーパーエイト』
  - 『トランスフォーマー/ダークサイド・ムーン』
  - 『ツリー・オブ・ライフ』
  - 『戦火の馬』

#### 美術賞
- 『アーティスト』
  - 『もうひとりのシェイクスピア』
  - 『ファウスト』
  - 『ヒューゴの不思議な発明』
  - 『ミステリーズ 運命のリスボン』
  - 『恋人たちのパレード』

#### 衣裳デザイン賞
- 『恋人たちのパレード』
  - 『もうひとりのシェイクスピア』
  - 『アーティスト』
  - 『ファウスト』
  - 『ジェーン・エア』
  - 『ミステリーズ 運命のリスボン』

### テレビ

#### ミニシリーズ・テレビ映画賞
- 『ミルドレッド・ピアース 幸せの代償』 - HBO
  - Cinema Verite - HBO
  - 『ダウントン・アビー』 - PBS
  - Page Eight - PBS
  - Thurgood - HBO
  - Too Big To Fail - HBO

#### テレビ主演女優賞（ミニシリーズ・テレビ映画）
- ケイト・ウィンスレット - 『ミルドレッド・ピアース 幸せの代償』
  - タラジ・P・ヘンソン - Taken From Me: The Tiffany Rubin Story
  - ダイアン・レイン - Cinema Verite
  - エリザベス・マクガヴァン - 『ダウントン・アビー』
  - ジーン・マーシュ - Upstairs, Downstairs
  - レイチェル・ワイズ - Page Eight

#### テレビ主演男優賞（ミニシリーズ・テレビ映画）
- ジェイソン・アイザックス - Case Histories
  - ヒュー・ボネヴィル - 『ダウントン・アビー』
  - イドリス・エルバ - 『刑事ジョン・ルーサー』
  - ローレンス・フィッシュバーン - Thurgood
  - ウィリアム・ハート - Too Big To Fail
  - ビル・ナイ - Page Eight

#### ドラマシリーズ賞
- 『JUSTIFIED 俺の正義』 - FX
  - 『ボードウォーク・エンパイア 欲望の街』 - HBO
  - 『ブレイキング・バッド』 - AMC
  - Friday Night Lights - NBC/ディレクTV
  - 『サンズ・オブ・アナーキー』 - FX
  - Treme - HBO

#### テレビ主演女優賞（ドラマシリーズ賞）
- クレア・デインズ - 『HOMELAND』
  - コニー・ブリットン - Friday Night Lights
  - ミレイユ・イーノス - 『THE KILLING 〜闇に眠る美少女』
  - ジュリアナ・マルグリーズ - 『グッド・ワイフ』
  - ケイティ・セガール -『サンズ・オブ・アナーキー』
  - イヴ・マイルズ - 『秘密情報部トーチウッド』

#### テレビ主演男優賞（ドラマシリーズ賞）
- ティモシー・オリファント - 『JUSTIFIED 俺の正義』
  - スティーヴ・ブシェミ - 『ボードウォーク・エンパイア 欲望の街』
  - カイル・チャンドラー - Friday Night Lights
  - ブライアン・クランストン - 『ボードウォーク・エンパイア 欲望の街』
  - ウィリアム・H・メイシー - 『シェイムレス 俺たちに恥はない』
  - ウェンデル・ピアース - Treme

#### コメディ・ミュージカル賞
- 『フィラデルフィアは今日も晴れ』
  - キャシーのbig C いま私にできること（英語版）』
  - 『コミ・カレ!!』
  - 『マット・ルブランの元気か〜い?ハリウッド!』
  - Louie
  - 『モダン・ファミリー』

#### テレビ主演女優賞（コメディシリーズ賞）
- マーサ・プリンプトン - 『シングルパパの育児奮闘記（英語版）』
  - ズーイー・デシャネル - 『New Girl / ダサかわ女子と三銃士』
  - フェリシティ・ハフマン - 『デスパレートな妻たち』
  - ローラ・リニー - 『キャシーのbig C いま私にできること（英語版）』
  - メリッサ・マッカーシー - Mike & Molly
  - エイミー・ポーラー - Parks And Recreation

#### テレビ主演男優賞（コメディシリーズ賞）
- ルイス・C・K -  Louie
  - マーティン・クルーンズ - Doc Martin
  - チャーリー・デイ -『フィラデルフィアは今日も晴れ』
  - マット・ルブランク - 『マット・ルブランの元気か〜い?ハリウッド!』
  - ジョエル・マクヘイル -  『コミ・カレ!!』
  - イライジャ・ウッド - Wilfred

#### テレビ助演女優賞
- ヴァネッサ・ウィリアムス - 『デスパレートな妻たち』
  - ミシェル・フォーブス - 『THE KILLING 〜闇に眠る美少女』
  - ケリー・マクドナルド - 『ボードウォーク・エンパイア 欲望の街』
  - マーゴ・マーティンデイル -『JUSTIFIED 俺の正義』
  - マーヤ・ルドルフ - Up All Night
  - マギー・スミス - 『ダウントン・アビー』
  - ソフィア・ベルガラ - 『モダン・ファミリー』
  - エヴァン・レイチェル・ウッド - 『ミルドレッド・ピアース 幸せの代償』

#### テレビ助演男優賞
- ライアン・ハースト - 『サンズ・オブ・アナーキー』
- ピーター・ディンクレイジ - 『ゲーム・オブ・スローンズ』 （タイ受賞）
  - タイ・バーレル - 『モダン・ファミリー』
  - ドナルド・グローヴァー - 『コミ・カレ!!』
  - ウォルトン・ゴギンズ - '『JUSTIFIED 俺の正義』
  - ニール・パトリック・ハリス - 『ママと恋に落ちるまで』
  - ガイ・ピアース - 『ミルドレッド・ピアース 幸せの代償』
  - ジェームズ・ウッズ - Too Big To Fail